# Тинчлик (Навоийская область)
Тинчлик (узб. Tinchlik / Тинчлик) — посёлок городского типа (с 1978 года) в Навоийской области Узбекистана. Административно подчинён городу Навои. В посёлке расположена одноимённая железнодорожная станция (на линии Навои — Учкудук).

## Население
| 1979 | 1989 |
| ---- | ---- |
| 2802 | 2424 |